# Fessura (arrampicata)

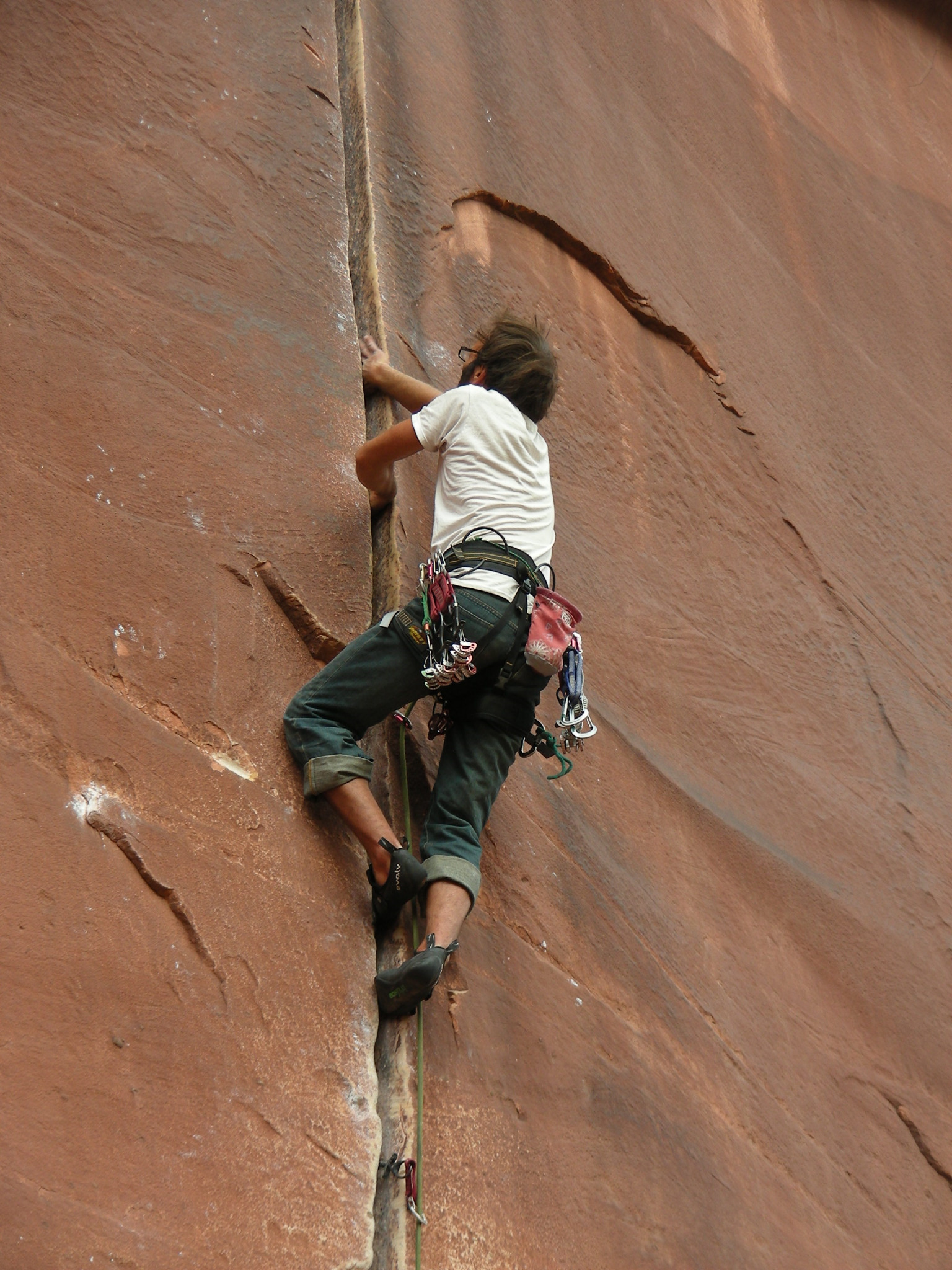
Arrampicata ad incastro in fessura.

In montagna e in arrampicata, la fessura è una conformazione rocciosa costituita da una fenditura nella roccia con andamento anche molto diverso e variabile (fessura orizzontale, obliqua, verticale,...). 
La progressione lungo una fessura avviene utilizzando la tecnica detta Dülfer, oppure per incastri di mano, piedi, braccia, gambe.
Nelle fessure possono essere utilizzate protezioni come i friend e i nut.
Con le fessure hanno attinenza i camini, due pareti ravvicinate ma sufficientemente ampie per inserire completamente il corpo, in cui si procede con tecniche dette di sostituzione semplice e mista, e utilizzando le mani in spinta.